# Portugália az 1976. évi nyári olimpiai játékokon
Portugália a kanadai Montréalban megrendezett 1976. évi nyári olimpiai játékok egyik részt vevő nemzete volt. Az országot az olimpián 6 sportágban 19 sportoló képviselte, akik összesen 2 érmet szereztek.

## Érmesek
| Érem  | Versenyző                | Sportág       | Versenyszám    |
| ----- | ------------------------ | ------------- | -------------- |
| Ezüst | Carlos Lopes             | Atlétika      | Férfi 10 000 m |
| Ezüst | Armando da Silva Marques | Sportlövészet | Trap           |

## Atlétika
Férfi
| Versenyző       | Versenyszám | Előfutam | Előfutam | Előfutam | Negyeddöntő | Negyeddöntő | Negyeddöntő | Elődöntő | Elődöntő | Elődöntő | Döntő    | Döntő    |
| Versenyző       | Versenyszám | Idő      | Hely.    | Össz.    | Idő         | Hely.       | Össz.       | Idő      | Hely.    | Össz.    | Idő      | Helyezés |
| --------------- | ----------- | -------- | -------- | -------- | ----------- | ----------- | ----------- | -------- | -------- | -------- | -------- | -------- |
| José Carvalho   | 400 m       | 48,47    | 7.       | 37.      | kiesett     | kiesett     | kiesett     | kiesett  | kiesett  | kiesett  | kiesett  | kiesett  |
| José Carvalho   | 400 m gát   | 50,99    | 4.       | 11.      |             |             |             | 49,97    | 2.       | 6.       | 49,94    | 5.       |
| Fernando Mamede | 800 m       | 1:49,58  | 5.       | 31.      |             |             |             | kiesett  | kiesett  | kiesett  | kiesett  | kiesett  |
| Fernando Mamede | 1500 m      | 3:37,98  | 3.       | 6.       |             |             |             | 3:42,59  | 8.       | 16.      | kiesett  | kiesett  |
| Hélder de Jesus | 1500 m      | 3:44,20  | 2.       | 26.      |             |             |             | 3:47,37  | 9.       | 17.      | kiesett  | kiesett  |
| Aniceto Simões  | 5000 m      | 13:21,93 | 6.       | 6.       |             |             |             |          |          |          | 13:29,38 | 8.       |
| Carlos Lopes    | 10 000 m    | 28:04,53 | 1.       | 2.       |             |             |             |          |          |          | 27:45,17 |          |
| Anacleto Pinto  | Maraton     |          |          |          |             |             |             |          |          |          | 2:18:53  | 22.      |

## Birkózás
Kötöttfogású
| Versenyző            | Versenyszám | 1. forduló                        | 2. forduló                         | 3. forduló               | 4. forduló        | 5. forduló        | 6. forduló        | 7. forduló        | Döntő             | Helyezés    |
| Versenyző            | Versenyszám | Ellenfél Eredmény                 | Ellenfél Eredmény                  | Ellenfél Eredmény        | Ellenfél Eredmény | Ellenfél Eredmény | Ellenfél Eredmény | Ellenfél Eredmény | Ellenfél Eredmény | Helyezés    |
| -------------------- | ----------- | --------------------------------- | ---------------------------------- | ------------------------ | ----------------- | ----------------- | ----------------- | ----------------- | ----------------- | ----------- |
| Leonel Duarte        | 52 kg       | Mohamed Karmous (MAR) · kizárták  | Rolf Krauß (FRG) · kétvállas       | kiesett                  | kiesett           | kiesett           |                   |                   | kiesett           | helyezetlen |
| Luís Grilo           | 57 kg       | Ali Lachkar (MAR) · kizárták      | Doug Yeats (CAN) · kétvállas       | Joseph Sade (USA) · 1-30 | kiesett           | kiesett           |                   |                   | kiesett           | helyezetlen |
| Joaquim Jesus Vieira | 62 kg       | Sztojan Lazarov (BUL) · kétvállas | Kazimierz Lipień (POL) · kétvállas | kiesett                  | kiesett           | kiesett           | kiesett           | kiesett           | kiesett           | helyezetlen |

## Cselgáncs
| Versenyző       | Versenyszám | Csoport | Selejtező         | 32-es főtábla                             | Nyolcaddöntő           | Negyeddöntő                | Elődöntő          | Vigaszág negyeddöntő            | Vigaszág elődöntő           | Bronz- mérkőzés   | Döntő             | Helyezés |
| Versenyző       | Versenyszám | Csoport | Ellenfél Eredmény | Ellenfél Eredmény                         | Ellenfél Eredmény      | Ellenfél Eredmény          | Ellenfél Eredmény | Ellenfél Eredmény               | Ellenfél Eredmény           | Ellenfél Eredmény | Ellenfél Eredmény | Helyezés |
| --------------- | ----------- | ------- | ----------------- | ----------------------------------------- | ---------------------- | -------------------------- | ----------------- | ------------------------------- | --------------------------- | ----------------- | ----------------- | -------- |
| José Gomes      | Könnyűsúly  | B       |                   | Mustapha Belahmira (MAR) · nem vett részt | Osman Yanar (TUR) · GY | Héctor Rodríguez (CUB) · V |                   |                                 | Marian Standowicz (POL) · V | kiesett           |                   | 7.       |
| António Roquete | Váltósúly   | A       |                   | Kuramoto Kódzsi (JPN) · V                 |                        |                            |                   | Juan Carlos Rodríguez (ESP) · V | kiesett                     | kiesett           |                   | 9.       |

## Sportlövészet
Nyílt
| Versenyző                | Versenyszám | Pont | Helyezés |
| ------------------------ | ----------- | ---- | -------- |
| Armando da Silva Marques | Trap        | 189  |          |

## Úszás
Férfi
| Versenyző                                                         | Versenyszám            | Előfutam | Előfutam | Előfutam | Elődöntő | Elődöntő | Elődöntő | Döntő   | Döntő    |
| Versenyző                                                         | Versenyszám            | Idő      | Hely.    | Össz.    | Idő      | Hely.    | Össz.    | Idő     | Helyezés |
| ----------------------------------------------------------------- | ---------------------- | -------- | -------- | -------- | -------- | -------- | -------- | ------- | -------- |
| José Pereira                                                      | 100 m gyors            | 55,46    | 7.       | 37.      | kiesett  | kiesett  | kiesett  | kiesett | kiesett  |
| José Pereira                                                      | 200 m gyors            | 2:03,03  | 6.       | 53.      |          |          |          | kiesett | kiesett  |
| Paulo Frischknecht                                                | 200 m gyors            | 2:02,65  | 7.       | 51.      |          |          |          | kiesett | kiesett  |
| Paulo Frischknecht                                                | 100 m pillangó         | 1:01,97  | 7.       | 41.      | kiesett  | kiesett  | kiesett  | kiesett | kiesett  |
| Paulo Frischknecht                                                | 200 m pillangó         | 2:20,51  | 5.       | 37.      |          |          |          | kiesett | kiesett  |
| Rui Abreu                                                         | 400 m gyors            | 4:28,43  | 7.       | 46.      |          |          |          | kiesett | kiesett  |
| António de Melo                                                   | 1500 m gyors           | 17:24,31 | 6.       | 30.      |          |          |          | kiesett | kiesett  |
| António de Melo                                                   | 100 m hát              | 1:05,76  | 7.       | 39.      | kiesett  | kiesett  | kiesett  | kiesett | kiesett  |
| António de Melo                                                   | 200 m hát              | 2:26,65  | 7.       | 33.      |          |          |          | kiesett | kiesett  |
| António de Melo                                                   | 400 m vegyes           | 5:11,48  | 7.       | 31.      |          |          |          | kiesett | kiesett  |
| Henrique Vicêncio                                                 | 100 m mell             | 1:13,55  | 7.       | 31.      | kiesett  | kiesett  | kiesett  | kiesett | kiesett  |
| Henrique Vicêncio                                                 | 200 m mell             | 2:41,97  | 7.       | 26.      |          |          |          | kiesett | kiesett  |
| José Pereira António de Melo Rui Abreu Paulo Frischknecht         | 4 × 200 m gyorsváltó   | 8:26,68  | 5.       | 17.      |          |          |          | kiesett | kiesett  |
| Paulo Frischknecht Henrique Vicêncio José Pereira António de Melo | 4 × 100 m vegyes váltó | 4:20,84  | 8.       | 14.      |          |          |          | kiesett | kiesett  |

## Vitorlázás
Nyílt
| Versenyző                       | Versenyszám    | Futam | Futam | Futam | Futam | Futam  | Futam | Futam | Pontszám | Helyezés |
| Versenyző                       | Versenyszám    | 1     | 2     | 3     | 4     | 5      | 6     | 7     | Pontszám | Helyezés |
| ------------------------------- | -------------- | ----- | ----- | ----- | ----- | ------ | ----- | ----- | -------- | -------- |
| Francisco Mourão Joaquim Ramada | 470-es osztály | 24,0  | 24,0  | 20,0  | 15,0  | (34,0) | 28,0  | 16,0  | 137,0    | 21.      |